# Buksefjorden Vandkraftværk
Buksefjordens Vandkraftværk  er det første og det største vandkraftværk i Grønland. Det stod færdigt i 1993. Det ligger 48 km SØ for hovedstaden Nuuk, hvis el- og varmeforbrug det dækker 100 %.

## Historie
Allerede i 1980'erne var der i Grønland tale om at udnyttelse det store vandkraft-potentiale fordi afsmeltningen af gletsjere skaber en del større indsøer.
I første omgang bød fire store private investorer interesseret i projektet. Men i 1989 meldte Hjemmestyret, at det ville betale projektet. Derefter skulle det andelsbaserede selskab Nuuk Kraft leje sig ind på værket og stå for produktionen. Begge dele blev besluttet i 1990. Byggeriet blev straks igangsat, og det stod færdigt i 1993 til en pris af 1 milliard kroner.
I 2008 overtog det statsejede energiselskab Nukissiorfiit (Dansk: Grønlands Energiforsyning) værket.

## Opbygning
Buksefjorden vandkraftværk  er et af få kraftværker, der er placeret inde i et bjerg: 600 m inde i bjerget. I hele værket er der 14 km tunneller, som forbinder hele anlægget.
Søen, som betjener værket hedder Kangerdluarssúngûp Taserssua eller Motzfeldt Sø, og ligger 233–261m over havets overflade (M.o.h.). Den kan indeholde op til 1,9 milliarder kubikmeter vand, svarende til 6 gange årsforbruget på 300 mio m³.
Afløbet fra indsøen blev inddæmmet for at undgå, at vandtrykket forsvandt den vej. Som vist på tegningen til venstre er vandet ført gennem et 10,5 km langt tunnelrør, der driver de tre styk 15 megawatts turbiner. Det giver værket en kapacitet på 45 MW.
Anlægget betjener Nuuk med en ca. 58 km højspændingsledning på 132kV, som indeholder verdens længste hængende ledning mellem to tårne på 5376 meter over Ameralikfjorden. Kablet består af fire stålledere med en diameter på 40 millimeter. Pylonerne på hver side af spændet bærer kun én leder hver og de fire pyloner er placeret på det 444 meter høje nordre bjerg forbundet til de sydlige pyloner beliggende i 1013 meters højde.
I 2025 startede forberedelserne af en udvidelse, hvor et nyt 76 MW vandkraftværk bygges og forsynes fra samme sø.

## Eksterne links
1. ↑  Gam, Anders (12. juni 2025). "Grønland sikrer sig til fremtidens voksende energibehov". Dagens Byggeri. Anlægsarbejdet forventes at starte i 2026, og det nye vandkraftværk forventes at kunne tages i drift i 2032.

- Buksefjorden Vandkraftværk - En investering for generationer Arkiveret 2. april 2015 hos  Wayback Machine - Nukissiorfiit
- Buksefjorden - etablering af kæmpe vandkraftværk Arkiveret 2. april 2015 hos  Wayback Machine - larslyn.dk
- Grønlands første store vandkraftværk (Af J. Raae Andersen og Elisabeth Teisen) - Ingeniøren 1990
- Buksefjorden - Grønlands første vandkraftværk satte verdensrekord
- Bæredygtig energiforsyning i Grønland - klimadebat.dk
- Is og energi Arkiveret 2. april 2015 hos  Wayback Machine - GEUS